# Varronia anderssonii
Varronia anderssonii là loài thực vật có hoa trong họ Mồ hôi. Loài này được (Kuntze) Borhidi miêu tả khoa học đầu tiên năm 1988.